# 布什尔
布什尔（波斯語：‎）是伊朗伊斯兰共和国布什尔省的省会和最大城市，位于波斯湾沿岸，是该国主要的港口城市之一。布什尔2005年估算人口为165,377，位于首都德黑兰以南1281公里处。布什尔气候炎热而潮湿。

## 历史
布什尔城南有早期埃兰人（约前3000年）的居住遗址。
5世纪时，布什尔是基督教聂斯托利派向伊朗南部扩张的据点。
现代的布什尔城是波斯国王（沙赫）纳迪尔沙于1736年建造的。
1737年荷兰东印度公司在布什尔建立了一个贸易站，一直持续到1753年。
1763年波斯统治者赞德王朝的卡里姆汗授予英国东印度公司在布什尔建造基地和贸易站的权利。18世纪晚期布什尔是英国皇家海军的基地。19世纪时，布什尔成为一个重要的商港。在英波战争（1856年－1857年）期间，布什尔被英军攻占。1856年11月9日，布什尔向英军投降。
波斯卡扎尔王朝末期爆发了立宪革命，英、俄出兵干预，英军于1909年4月再度占领布什尔。
如今布什尔仍然是伊朗伊斯兰共和国海军的基地之一。

## 经济
布什尔的产业包括渔业和发电业，而布什尔内陆地区生产设拉子酒、加工金属、波斯地毯和其他纺织品、水泥和肥料。

### 核工业发展
布什尔核电站距布什尔市区12公里，是伊朗与俄罗斯的合作项目。1975年伊朗与当时的西德政府签署一项价值四十到六十亿美元的协议，由西门子公司在波恩的一家子公司负责建造两座核反应堆。
1979年1月伊斯兰革命爆发后，德方单方面停止了建设，并于同年7月完全从项目中撤出。德方撤出时，一座反应堆完成了50%，而另一座完成了85%。德方认为伊朗方面已经拖欠了四亿五千万美元，他们只收到了二十五亿美元。实际上德方是因为伊斯兰革命而毁约的。伊斯兰政府多次要求德方恢复建设，但都被西门子公司拒绝了。两伊战争爆发后，核电站建设被迫停止，一直到战后才恢复。从1985年2月到1988年，布什尔核电站的两座核反应堆在伊拉克军队的空袭中遭到破坏。
1995年，伊朗与俄罗斯签订了关于布什尔核电站的新的协议，由俄方负责建造一座轻水反应堆，据信协议价值在七亿到十二亿美元之间。该项协议要求将用过的核燃料交还俄方处理。伊朗希望布什尔核电站可於2010年9月16日投入運作。

## 高等院校
- 波斯湾大学 （页面存档备份，存于）
- 布什尔医科大学 （页面存档备份，存于）
- 布什尔伊斯兰自由大学 （页面存档备份，存于）
- 伊朗原子能学院